# Regione di Mackay
La regione di Mackay è una Local Government Area che si trova nel Queensland. Essa si estende su una superficie di 7.622 chilometri quadrati e ha una popolazione di 112.798 abitanti. La sede del consiglio si trova a Mackay.